# Severino Varela
Severino Varela   (Montevideo, 14 de setembre de 1913 - Montevideo, 29 de juliol de 1995) fou un futbolista uruguaià de la dècada de 1940.

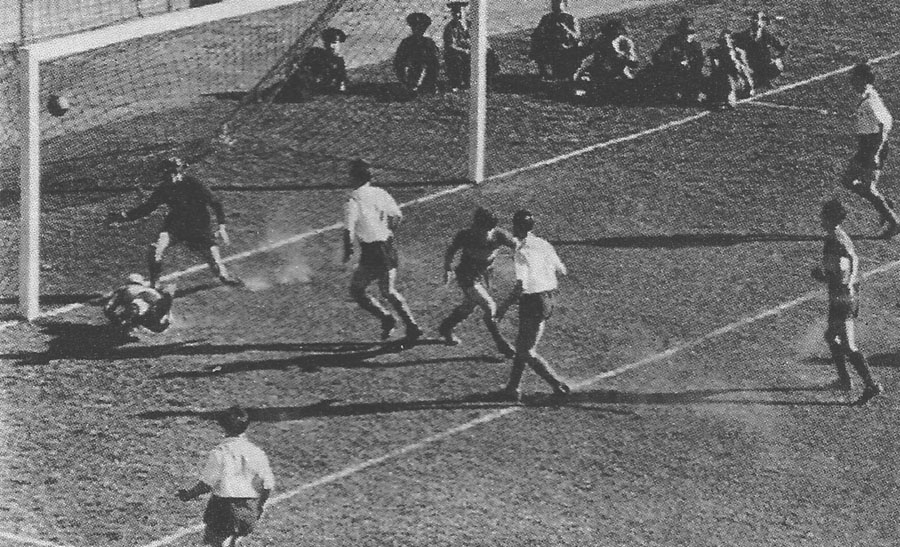
Varela marca el seu gol més famós davant River Plate el 1943.

Fou 24 cops internacional amb la selecció de l'Uruguai.
Pel que fa a clubs, defensà els colors de River Plate de Montevideo) i Peñarol i Boca Juniors.

## Palmarès
Peñarol
- Campionat uruguaià de futbol: 1935, 1936, 1937, 1938

Boca Juniors
- Lliga argentina de futbol: 1943, 1944

Uruguai
- Copa Amèrica de futbol: 1942